# Стшешиці
Стшешиці (пол. Strzeszyce) — село в Польщі, у гміні Ляскова Лімановського повіту Малопольського воєводства.
Населення — 342 особи (2011).
У 1975-1998 роках село належало до Новосондецького воєводства.

## Демографія
Демографічна структура станом на 31 березня 2011 року:
|          | Загалом | Допрацездатний вік | Працездатний вік | Постпрацездатний вік |
| -------- | ------- | ------------------ | ---------------- | -------------------- |
| Чоловіки | 170     | 40                 | 114              | 16                   |
| Жінки    | 172     | 49                 | 93               | 30                   |
| Разом    | 342     | 89                 | 207              | 46                   |